# Acacia pravifolia
Acacia pravifolia é uma espécie de leguminosa do gênero Acacia, pertencente à família Fabaceae.